# Metopomuscopteryx fatigantis
Metopomuscopteryx fatigantis là một loài ruồi trong họ Tachinidae.